# Manu
Manu, även stavat Menu, är i indisk mytologi en dödlig gestalt med gudomlig status, son eller sonson till Brahma, som överlevde den stora översvämningen.
Manu blev förvarnad om den stora katastrofen av gudarna och byggde sig en båt. Som den enda överlevande från den gamla världen gav Manu namn åt det nya släktet och utgjorde ett föredöme av gudstrohet och självtukt.